# Kammerersmühle

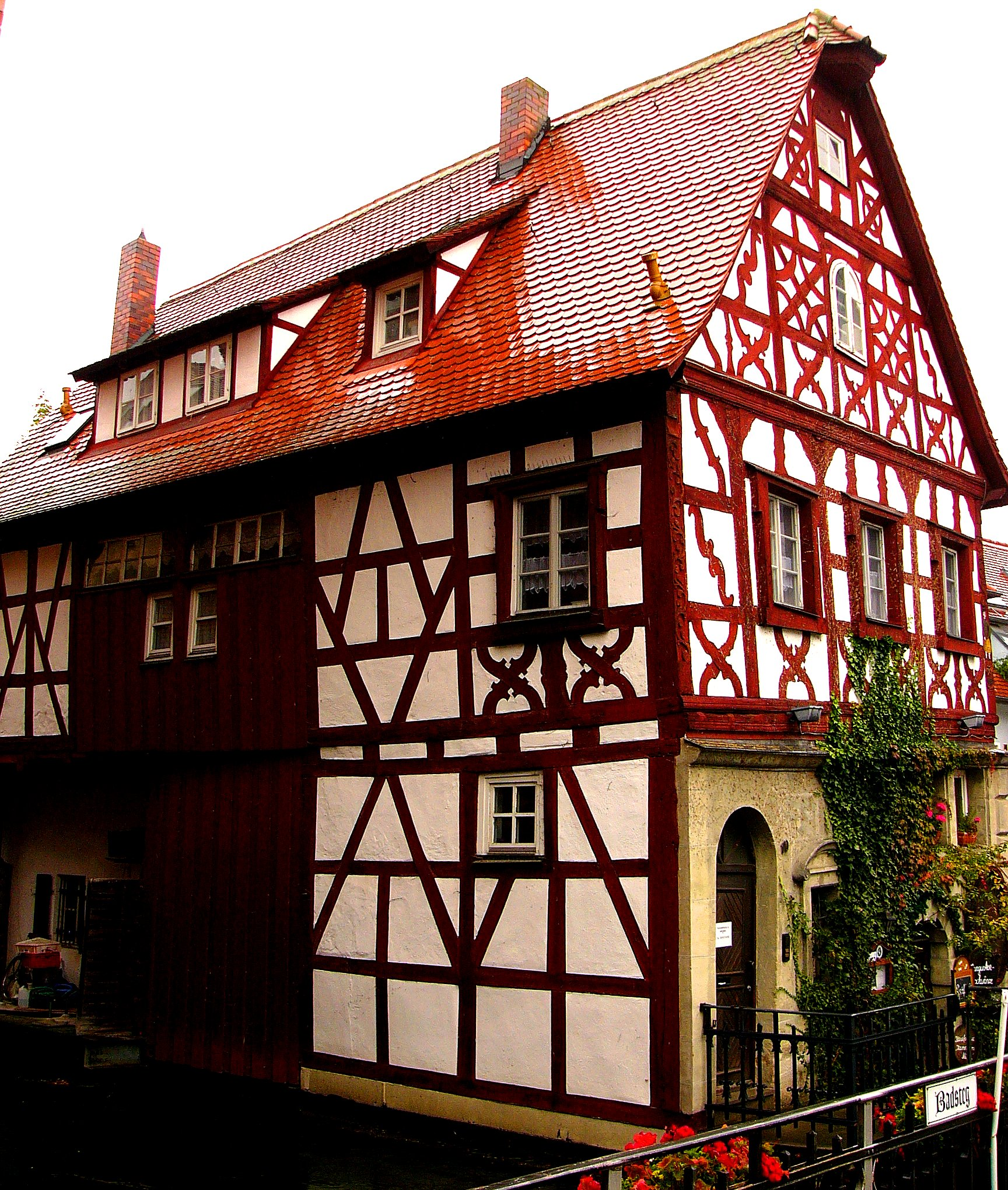
Die Mühle

Die Kammerersmühle (andere Bezeichnungen: Burkhartmühle, Kammerers Mühle, schiefes Haus) ist ein Bauwerk am nordöstlichen Rand der Altstadt am Fluss Wiesent in Forchheim, Oberfranken, Bayern.

## Das Gebäude
Es wurde 1698 erbaut und war bis 1910 eine Wassermühle. Heute befindet sich im Erdgeschoss eine Gaststätte („Kammerer’s Mühle Weinlokal – Restaurant“) mit Wirtsgarten.
Das gesamte Gebäude ist stark zum Flusslauf hin geneigt (schief stehend).

## Denkmalschutz
Das Fachwerkhaus ist als Einzelbauwerk ein Baudenkmal.
Die Beschreibung lautet:

„Wiesentstraße 10. Ehem. Mühle, sog. Burkhart- oder Kammerermühle, zweigeschossiges Satteldachhaus, Zierfachwerkobergeschoss über Sandsteinquadererdgeschoss, bez. 1698. nachqualifiziert.“